# Маркало кон Казоне
Маркало кон Казоне (итал. Marcallo con Casone) је насеље у Италији у округу Милано, региону Ломбардија.
Према процени из 2011. у насељу је живело 1226 становника. Насеље се налази на надморској висини од 153 м.

## Становништво
| 1936. | 1951. | 1961. | 1971. | 1981. | 1991. | 2001. | 2011. |
| ----- | ----- | ----- | ----- | ----- | ----- | ----- | ----- |
| 3.076 | 3.497 | 3.849 | 4.085 | 4.890 | 5.165 | 5.192 | 6.032 |